# Olivia Kronqvist
Olivia Kristina Kronqvist, född 1 november 1860 i Jakobstad, död 29 oktober 1930 i Åbo, var en finländsk författare som skrev på svenska och använde pseudonymerna Hero och Viva.

## Biografi
Hon var dotter till sjökaptenen Karl Gustaf Höglund och Kristina Lovisa Nyman. År 1892 gifte hon sig med Leander Kronqvist, som tidigare varit föreståndare för en småbarnsskola i Jakobstad under åren 1876–1892.
Kronqvist var verksam som skribent och medarbetade i flera finlandssvenska tidningar, bland annat Hufvudstadsbladet, Norra Posten, Nya Pressen, Vasabladet, Åbo Underrättelser och Österbottniska Posten.

## Författarskap
Hon debuterade med diktsamlingen Poetiska försök under pseudonymen Viva år 1885. Året därpå gav hon ut Strödda tankar under signaturen Hero. Senare publicerade hon även barnboken Jim och godsägaren år 1920 i serien Barnbiblioteket Eos.

## Verk
- Poetiska försök af Viva (1885)
- Strödda tankar af Hero (1886)
- Jim och godsägaren (1920)